# T-tubuli
T-tubuli, även kända som transversa tubuli, är de djupa rörstrukturerna (s.k. invaginationer) av sarkolemma (muskelcellens cellmembran) som genomborrar muskelcellens fibrer.
T-tubuli är nödvändiga för att depolarisering av cellen snabbt skall spridas till cellens inre delar.
Mer specifikt är t-tubuli belägna vid överlappningen av A-banden och I-banden i sarkomererna, eftersom det är där de Ca2+-bindande tropomyosinet befinner sig. 
När muskelcellen depolariseras strömmar Ca2+-joner in i intracellulära utrymmet i cellen. Bindning av kalciumjoner krävs för att myosinet skall kunna binda till actinfibrerna och därmed få muskelcellen att kontrahera.